# Westport Island
Westport Island, före 2003 Westport, är en kommun i Lincoln County i delstaten Maine, USA.